# Mithun Chakraborty
Gouranga Chakraborty, noto con il nome di Mithun Chakraborty (Calcutta, 16 giugno 1950), è un attore indiano.

## Biografia
Ha recitato in oltre 400 film di Bollywood e alcuni anche in bengali e in bhojpuri. È stato uno degli attori più popolari in India negli anni ottanta.
È padrone di una catena di alberghi, Monarch Hotels.
Si è sposato con l'attrice Yogita Bali e ha quattro figli, tre maschi e una femmina.

## Premi e riconoscimenti
Oltre che a più di una decina di nomination, durante la sua carriera, ha ricevuto diversi premi:
2024:
- Dadasaheb Phalke Award: Riconoscimento per il suo contributo al cinema indiano (fonte).

- Padma Bhushan: Terza più alta onorificenza civile in India.

2023:
- Filmfare Award Bangla per il Miglior Attore: Per il film "Projapoti".

2007:
- Anandalok Award per il Miglior Attore: Per il film "Minister Fatakeshto".
- Stardust Award alla Carriera: Riconoscimento per l'intera carriera artistica.

2001:
- Anandalok Award per il Miglior Attore: Per il film "Chaka".

1996:
- National Film Award per il Miglior Attore Non Protagonista: Per il film "Swami Vivekananda".
- Filmfare Award per la Miglior Performance in un Ruolo Negativo: Per il film "Jallaad".
- Screen Award per il Miglior Cattivo: Per il film "Jallaad".

1995:
- Bengal Film Journalists' Association Award per il Miglior Attore: Per il film "Tahader Katha".

1993:
- National Film Award per il Miglior Attore: Per il film "Tahader Katha".

1991:
- Filmfare Award per il Miglior Attore Non Protagonista: Per il film "Agneepath".

1977:
- National Film Award per il Miglior Attore: Per il film "Mrigayaa".
- Bengal Film Journalists' Association Award per il Miglior Attore: Per il film "Mrigayaa".

La maggior parte di questi premi sono stati ottenuti ai National Film Awards e ai Filmfare Awards.

## Filmografia parziale
- Do Anjaane, regia di Dulal Guha (1976)
- Mrigayaa, regia di Mrinal Sen (1977)
- Surakksha, regia di Ravikant Nagaich (1979)

- Tarana, regia di Deepak Bahry (1979)
- Hum Paanch, regia di Bapu (1980)
- Shaukeen, regia di Basu Chatterjee (1982)
- Swami Dada, regia di Dev Anand (1982)
- Disco Dancer, regia di Babbar Subhash (1982)
- Mujhe Insaaf Chahiye, regia di Rama Rao Tatineni (1983)
- Ghulami, regia di J. P. Dutta (1985)
- Dance Dance, regia di Babbar Subhash (1987)
- Pyar Ka Mandir, regia di K. Bapaiah (1988)
- Jeete Hain Shaan Se, regia di Kawal Sharma (1988)
- Agneepath, regia di Mukul S. Anand (1990)
- Dil Aashna Hai (...The Heart Knows), regia di Hema Malini (1992)
- Jallaad, regia di T.L.V. Prasad (1995)
- Loha, regia di Kanti Shah (1997)
- Gunda, regia di Kanti Shah (1998)
- Titli, regia di Rituparno Ghosh (2002)
- Elaan, regia di Vikram Bhatt (2005)
- Lucky: No Time for Love, regia di Radhika Rao (2005)
- Chingaari, regia di Kalpana Lajmi (2006)
- Dil Diya Hai, regia di Aditya Datt (2006)
- Guru, regia di Mani Ratnam (2007)
- Om Shanti Om, regia di Farah Khan (2007) - comparsa speciale nella canzone: Deewangi Deewangi
- My Name Is Anthony Gonsalves, regia di Eeshwar Nivas (2008)
- Heroes, regia di Samir Karnik (2008)
- Yuvvraaj, regia di Subhash Ghai (2008)
- Chandni Chowk to China, regia di Nikhil Advani (2009)
- Luck, regia di Soham Shah (2009)
- Veer, regia di Anil Sharma (2010)
- Housefull 2, regia di Sajid Khan (2012)
- Kick, regia di Sajid Nadiadwala (2014)
- Villain, regia di Prem (2018)